# Hieracium ensiculare
Hieracium ensiculare es una especie de planta con flor del género Hieracium, perteneciente a la familia Asteraceaey al orden Asterales.Es una planta perenne que se caracteriza por sus hojas lanceoladas y flores amarillas. Esta especie es endémica de Noruega, donde habita principalmente en regiones montañosas de clima templado.
Debido a su distribución limitada, podría ser vulnerable a los efectos del cambio climático y la actividad humana, aunque actualmente no se encuentra listada como especie en peligro.

## Distribución
Hieracium ensicularese encuentra exclusivamente en Noruega, con una distribución restringida a áreas alpinas y subalpinas. Prefiere suelos bien drenados y es común en praderas y laderas rocosas.

## Taxonomía
Esta especie fue descrita por primera vez por Omangy publicada en Arkiv för Botanik (Ark. Bot.), Serie A.